# Doftspröding
Doftspröding (Psathyrella mucrocystis) är en svampart som beskrevs av Alexander Hanchett Smith 1972. Doftspröding ingår i släktet Psathyrella och familjen Psathyrellaceae.  Arten är reproducerande i Sverige. Inga underarter finns listade i Catalogue of Life.